# Stadion Branko Čavlović-Čavlek
Das Stadion Branko Čavlović-Čavlek (deutsch Branko-Čavlović-Čavlek-Stadion) ist ein Fußballstadion mit Leichtathletikanlage in der kroatischen Stadt Karlovac in der gleichnamigen Gespanschaft. Die Sportstätte in der Nähe des Ufers des Flusses Korana bietet Platz für 12.000 Zuschauer. Der Hauptnutzer ist der Fußballverein NK Karlovac. Die Anlage ist nach dem Fußballspieler Branko Čavlović benannt, welcher aus der Stadt entstammte und in den 1940er Jahren auch Teil der Jugendnationalmannschaft war. Auf der anderen Seite des Flussufers liegt die Sporthalle Školska športska dvorana Mladost u Karlovcu.

## Geschichte
Das Stadion wurde 1975 fertiggestellt und hieß zunächst „Stadion 13. srpanj“ (deutsch Stadion des 13. Juli). Nach dem Aufstieg 2009 von NK Karlovac in die 1. HNL 2009/10 wurde die Heimat im Sommer 2009 aufwendig renoviert. Danach wurde das Spielstätte mit einem Freundschaftsspiel zwischen dem NK Karlovac und dem Londoner Club der Queens Park Rangers (3:1) wiedereröffnet.

### Länderspiele
2021 bestritt die kroatische Fußballnationalmannschaft der Frauen im Stadion von Karlovac ein Qualifikationsspiel für die Weltmeisterschaft 2023 gegen Italien. 
- 21. Sept. 2021:  Kroatien –  Italien 0:5 (Qualifikation zur WM 2023)